# Halo. Потоп
Halo: The Flood (рус. Потоп) — фантастический роман из серии «Halo» написанный Уильямом К. Дитцем. Книга основана на серии игр «Halo», и сюжет совпадает с сюжетом игры «Halo: Combat Evolved».

## Описание
Halo: The Flood — роман 2003 года, основанный на видео-игре — Halo: Combat Evolved. Роман написан Уильямом К. Дитцем. Следуя достаточно точно событиям игры, «Потоп» начинается со спасения человеческого корабля «Столп Осени» от враждебных инопланетян, известных как Ковенанты (англ. covenant — соглашение). Когда «Столп Осени» случайно обнаруживает массивное сооружение, известное как «Ореол», люди должны смело выступить против ковенантов и ещё одной ужасающей силы, в отчаянной попытке раскрыть тайны Ореола и остаться в живых. Хотя книга примерно следует за событиями игры, показывая тот же диалог, Дитц описывает и те события, которые не были замечены главным героем игры, супер-солдатом Мастером Чифом. После успеха первого романа по игре Halo (Halo: The Fall of Reach), издатель Del Ray и издатель игры Microsoft подписало контракт для новых книг, основанных на играх Xbox, в том числе и по игре Halo. Del Ray и Дитц стали больше сотрудничать для написания следующей книги. Дитц использовал свой опыт в военных сценах Потопа, которых не было в игре.
После релиза, Halo: The Flood заняло место в десятке бестселлеров для книг в мягком переплёте, однако критика менее позитивно восприняла этот роман, в отличие от других книг этой серии. Повторяющиеся сцены борьбы, различная драматичная характеристика главного героя сравнивалась с работой Ниланда, что было замечено как недостаток, и стиль Дитца одновременно хвалили и бичевали. Следующий роман, Halo: First Strike, был промежуточным, чтобы связать события между Halo: Combat Evolved и Halo 2.

## Подготовка
Первая книга, Halo: The Fall of Reach (Падение Предела), была продана тиражом более 100.000 копий, и было запрошено соглашение между Del Ray Books и Microsoft для создания большего количества романов по игре. Уильям К. Дитц и основной автор научной фантастики сблизились для создания следующего романа Halo. Хотя последний никогда не играл в Halo, он тогда же купил игру, и согласился написать книгу.
Дитц, прежний флот Соединённых Штатов и Морской санитарный корпус, включили в книгу элементы того, что Дитц нежно назвал «Зелёная Машина»; несмотря на XXVI век, морпехи будущего очень похожи на их современных коллег. Чтобы помочь Дитцу в написании романа, Bungie обеспечила его огромным количеством информации по Ореолу. Bungie проверяла работу Дитца, чтобы удостоверится о правильном отображении событий в игре, так как Bungie рассматривает всю серию романов Halo.

## Введение
Действие книги происходит в 2552 году. Человечество колонизировало сотни миров галактики, используя двигатели со сверхсветовыми скоростями, и криогенный сон для путешествий между мирами. Без предупреждения, ковенанты, союз инопланетных рас, начали нападать на отдалённые колонии, жестоко истребляя всю жизнь на поверхностях планет. Люди проигрывают из-за меньшей численности и менее развитой технологии. После падения Предела, судно «Столп Осени» совершает прыжок в пространство, чтобы отвести ковенантов от Земли.

### Сюжет
Роман, подобно игре, основан на выходе «Столпа Осени» из гиперпрыжка и обнаружении массивного кольца-мира, расположенного около газового гиганта. Однако ковенанты находят людей и там. Пророк запрещает вести огонь по людскому кораблю из страха повредить Ореол. Тогда ковенанты идут на абордаж «Столпа Осени» и захватывают его. Тем временем, техники «Столпа Осени» пробуждают от криосна единственного выжившего спартанца Мастера Чифа.
Ковенанты захватывают управление «Столпа Осени»; из-за утраты управления над кораблём капитан Джекоб Кейс приказывает команде эвакуироваться с судна. Кейс вручает Мастеру Чифу ИИ по имени Кортана. Учитывая богатство информации, содержащейся в Кортане, главной задачей Чифа становится не допустить её попадания в руки врага; Чиф на спасательной шлюпке приземляется на поверхность Ореола; другие солдаты, возглавляемые майором Антонио Сильва и его правой рукой (second-in-command) Мелиссой Маккей, также на спасательных капсулах движутся на Ореол и используют «стратегический блеф» ковенантов как базу для действий. Капитан Кейс оказывается захваченным ковенантами и становится пленным на корабле ковенантов «Истина и Единение»; позже его спасает Мастер Чиф. Капитан узнал, что мир-кольцо, на котором они находятся, имеет важное значение для ковенантов, он предполагает, что Ореол — это оружие невообразимой мощи. Сбегая с крейсера, Кейс даёт Чифу задание найти диспетчерскую Ореола; после выполнения этого, Чиф подключает Кортану к сети Ореола. Кортана понимает, что Ореол — не оружие, но прежде чем Чиф хочет засыпать спутницу вопросами, та даёт задание найти капитана Кейса.
Прибыв на место (больше похожее на болото), где в последний раз появлялись Кейс с его командой, Чиф обнаруживает, что капитан захвачен, и что люди и ковенанты убиты зомби-подобными инопланетянами. Выживший солдат, Уоллис Дженкинс, был оставлен в полубессознательном состоянии и неспособным двигаться; он нападает на Маккей. Дженкинс предназначен для его убийства, но вместо этого захвачен Маккей для изучения. С Чифом связывается ИИ Ореола, 343 Виновная Искра, сообщающая Чифу о том, с какими врагами он столкнулся. Потоп — паразит, инфицирующий хозяев и преобразовывает их в боеспособную форму или форму для заражения. В диспетчерской Ореола, Виновная Искра даёт Чифу индекс для активации Ореола, но она была остановлена разъярённой Кортаной, которая объясняет, что Ореол — оружие, убивающее не только Потоп, но и любую другую жизнь (таким образом лишая Потоп пищи). Чиф и Кортана, понимая, что должны остановить Виновную Искру от активации Ореола, решают уничтожить мир-кольцо, взорвав реакторы Столпа Осени. Чтобы это сделать, им нужна информация капитана Кейса, которого Кортана обнаруживает на крейсере ковенантов. Чиф пробивается к нему, борясь с ковенантами и потопом, но слишком поздно — Кейс оказывается ассимилированным потопом.
В то время как Чиф и Кортана двигаются к Столпу Осени, оставшиеся на Ореоле люди улетают с него. Сильва возвращается на Правду и Милосердие вместе с пилотом, чтобы улететь с Ореола, когда взорвутся реакторы Столпа Осени. Это решение было принято, но Маккей понимает, что Сильва ослеплён мыслью о продвижении по службе; Сильва понимает, что даже одна особь Потопа может привести к гибели Земли. Дженкинс, обращая внимание МкКея на присутствие Потопа на крейсере, понимает, что уничтожение Потопа является куда более важным, чем продвижение Сильвы в карьере; МкКей корректирует курс Правды и Соглашения, и врезается в Ореол, уничтожая все на корабле.
На Столпе Осени, Мастер Чиф дестабилизирует реакторы, в то время как Виновная Искра и Стражи пытаются их остановить. Пока идёт счёт до взрыва, Кортана направляет Чифа к ангару с истребителем, на котором они и улетают с Ореола. После взрыва Ореола, Кортана говорит, что она с Чифом, по-видимому, единственные выжившие. На слова Кортаны о конце борьбы, Чиф отвечает ей: «Нет. Я думаю, что мы только начали».

## Реакция общества
Приём книги был неоднозначным. Некоторые критики нашли стиль письма Диеца похожим на стиль Эрика Нилунда. Интерпретацию Диецом Мастера Чифа одновременно хвалили и ненавидели. Другие критики говорили о проблеме нестыковок романа с сюжетной линией игры. Райан Матевс заявил, что «игра была специально разработана с хорошим геймплеем», однако убийства сотен инопланетян начинает утомлять из-за скучных сцен борьбы.
Более положительно были воспринят охват истории и характеров, также описание истории морпехов. Диец также получил одобрение за разработку угрозы Потопа и культуры ковенантов, которых не было в игре. В ответ на критику книги, включая его интерпретацию Мастера Чифа, Диец ответил: 

«…[Книжные обзоры], что я читал, часто негативные, в смысле того, что книга — та же игра, так почему люди читают это? Что те читатели не могут понять, — то, что я был нанят для новеллизации игры. Это значит брать игру и переводить её в книгу […] или … делать то, для чего я был нанят… Все, что я могу сообщить вам — то, что люди из Bungie, глубоко заботятся о характере и вселенной, и они одобрили книгу. Однако, без сомнения, каждый автор различён, приблизился к характерам по-другому. Так, если бы книгу писал Нилунд, Чиф был бы отличен по моим собственным тонким способам понимания».